# Elsnicovo náměstí
Elsnicovo náměstí je veřejné prostranství, které se nachází v pražské Libni v městské části Praha 8, na západní straně Zenklovy ulice u Rokytky pod libeňským zámkem. Tvoří ucelený pás se sousedícím náměstím Dr. Václava Holého, které se nachází východně od Zenklovy ulice. Na pomezí obou náměstí převádí Zenklovu ulici přes Rokytku historicky cenný betonový most. Náměstí tvoří parková plocha a vozovky kolem potoka, přiřazeny k němu jsou i budovy v okolí, včetně kopce se zámkem a parkem na přilehlé straně kopce, který na severozápadní straně přechází v Thomayerovy sady.

## Historie
Roku 1895 byl levý břeh Rokytky upraven a pojmenován jako nábřeží. Na přelomu září a října 1896 zde byl přes Rokytku postaven první betonový most v Čechách a po něm byla zavedena odbočka Křižíkovy Elektrické drobné dráhy Praha – Libeň – Vysočany.
Dříve se zdejší levý (jižní) břeh Rokytky nazýval v letech 1895–1947 Světovo nábřeží, v letech 1947–1952 Světova ulice. Na pravém (severním) břehu Rokytky bývalo tržiště. Roku 1909 byl betonový most rozšířen (podle webu městské části byl již tehdy zakryt tok potoka Rokytky po celé ploše náměstí, podle Pražského uličníku až v roce 1945) a oba břehy tak byly spojeny v jedno prostranství.
Místo bylo nazváno na počest a památku Karla Elsnice (1905–1941), libeňského politika a funkcionáře KSČ popraveného v době prvního stanného práva 1. října 1941.

## Rekonstrukce
V září 2011 mluvčí městská části Praha 8 oznámila, že městská část v rámci rozsáhlé opravy Elsnicova náměstí, která má být zahájena na jaře 2013 v návaznosti na rekonstrukci Paláce Svět a trvat asi půl roku, má v úmyslu potok opět odkrýt, protože překrytí větší části potoka vytváří podle místostarosty Michala Šustra nedefinovaný prostor, který není ani náměstím ani například parkem. Podle návrhu rekonstrukce, který pro městskou část zpracoval ve třech variantách ateliér zahradní a krajinářské architektury A05 a Šépka architekti, mají být před Palácem Svět rošty, umožňující pohled na vodní tok Rokytky, a na náměstí mají být různé vodní prvky, které například umožní dětem za pomocí šroubovic vyhnat vodu do trubic umístěných v prostoru náměstí, schodiště k Rokytce, periskop či kavárna se sálem pro 60 osob v novém mostě. Na přelomu listopadu a prosince 2011 měly být všechny tři návrhy zveřejněny. Celkově mají úpravy náměstí stát kolem 25 milionů Kč.
K původní plánované rekonstrukci nakonec nedošlo a tak v prosinci 2017 představila radnice Městské části Praha 8 nový záměr přeměny Elsnicova náměstí, které by se mělo zahloubit směrem k Rokytce a vytvořit tak novou pobytovou plochu. K rekonstrukci by mělo dojít během roku 2018.

## Významné objekty

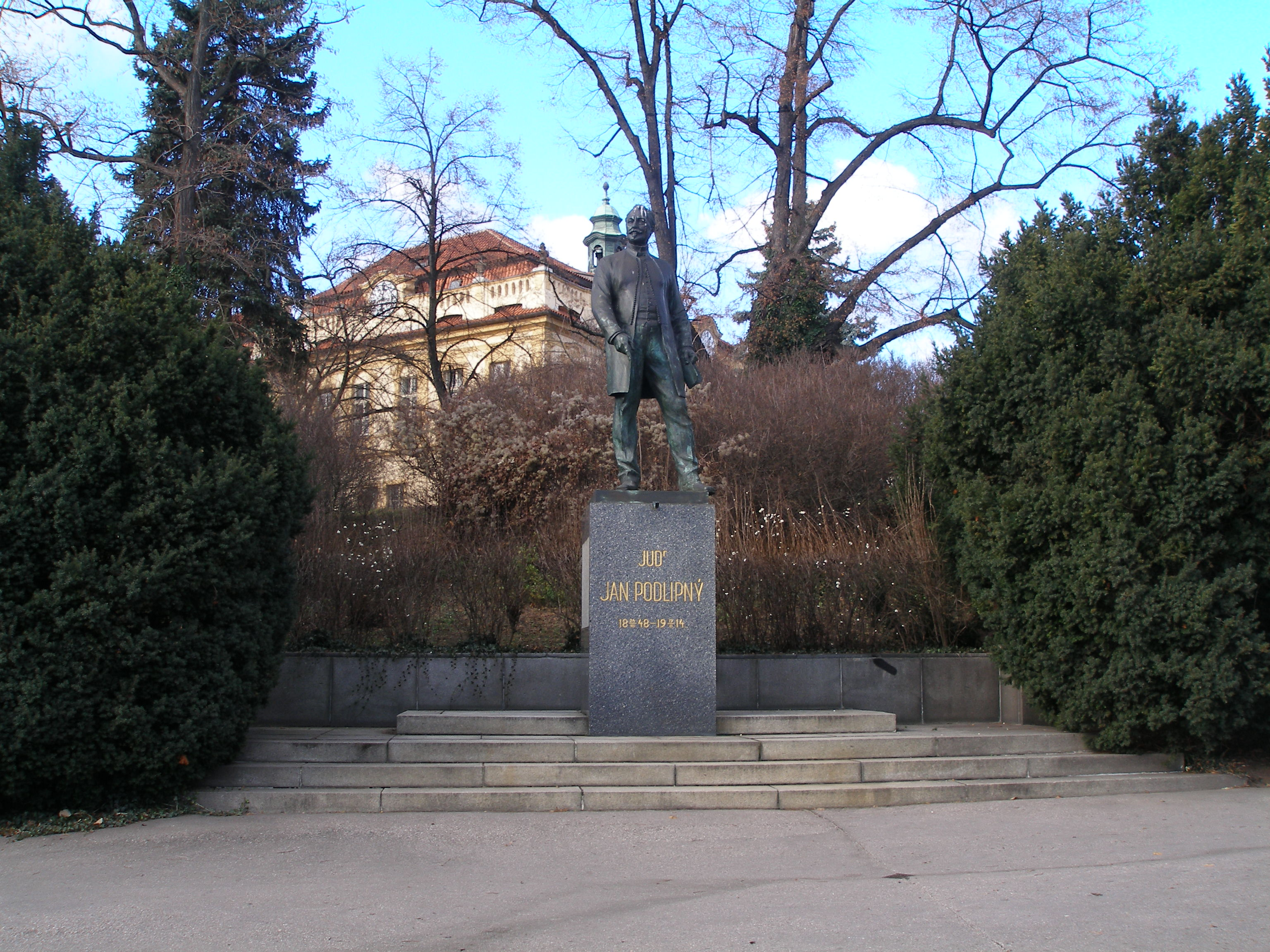
Socha dr. Podlipného

Na jižní straně náměstí se mezi Zenklovou a Chocholouškovou ulicí nachází Palác Svět, známý z díla Bohumila Hrabala, který nedaleko odtud, v libeňské ulici Na hrázi, mnoho let bydlel a pracoval.
Náměstí je rušným dopravním uzlem, na jeho východní straně po Zenklově ulici vede tramvajová trať z nedaleké Palmovky (jižně odsud) směrem na sever do Kobylis. Nachází se zde dvě světelně řízené křižovatky.
V severní části náměstí v parčíku pod Libeňským zámkem byla umístěna socha – pomník Jana Podlipného –významného českého politika, sokolského činovníka a čestného občana Libně JUDr. Jana Podlipného autorů Jaroslava Brůhy a architekta Jana Bloudka.
- Betonový most přes Rokytku (východní strana)
- Palác Svět (jižní strana)
- Libeňský zámek (severozápadním směrem)
- Libeňská sokolovna (severním směrem)

## Povodeň 2013
Během povodně v červnu 2013 se říčka Rokytka rozvodnila natolik, že se voda začala vylévat z břehů. Vodu odčerpávali hasiči pryč, nicméně 4.6.2013 byl z tohoto důvodu přerušen tramvajový provoz
mezi Palmovkou a Kobylisy.

## Okolní místa
- Divadlo pod Palmovkou a Palmovka (jižně)
- Thomayerovy sady a Löwitův mlýn (západním směrem)
- Náměstí Dr. Václava Holého (východně)